# Птерелай
Птерелай е персонаж от древногръцката митология. Внук на Посейдон, син на Тафий, баща на шест сина, цар на телебоите на о-в Тафос. Дядо му Посейдон го направил безсмъртен, като му посадил златен косъм на главата. Легендата разказва, че синовете му предприели поход срещу Аргос, но били разбити, а вождът на неприятелите - Амфитрион - не могъл да завземе техния о-в Тафос, докато Птерелай бил жив. Тогава дъщерята на Птерелай, Комето, се влюбила горещо във врага на братята си - Амфитрион. Тя отскубнала златния косъм на баща си и той умрял. Амфитрион я убил заради измяната ѝ и покорил Тафос и съседните острови Ехинади.